# ألفريد روزلنج بينيت
ألفريد روزلنج بينيت (بالإنجليزية: Alfred Rosling Bennett)‏ (ولد في عام 1850 في لندن - توفي في 24 مايو 1928 في ديربيشاير) هو مهندس كهربائي إنجليزي.

## المهنة
درس بينيت في أكاديمية بلفيو في بلدة غرينتش في العاصمة لندن، ثم عمل في قسم التلغراف في الحكومة الهندية.

## وصلات خارجية
- أعمال أو نبذة عن ألفريد روزلنج بينيت على أرشيف الإنترنت